# 393

## Události
- Sv. Augustin se stává biskupem ve městě Hippo Regius
- Theodosius I. zakázal olympijské hry pro jejich „pohanský charakter“

## Hlavy států
- Papež – Siricius (384–399)
- Římská říše – Theodosius I. (východ) (379–395), Eugenius (392–394) – uzurpátor na Západě
- Perská říše – Bahrám IV. (388–399)